# Spännfottjärnen
Spännfottjärnen är en sjö i Lycksele kommun i Lappland och ingår i Umeälvens huvudavrinningsområde. Sjön har en area på 0,42 kvadratkilometer och ligger 274 meter över havet.

## Delavrinningsområde
Spännfottjärnen ingår i det delavrinningsområde (719769-162806) som SMHI kallar för Utloppet av Åtjärnen. Medelhöjden är 282 meter över havet och ytan är 10,58 kvadratkilometer. Räknas de 8 avrinningsområdena uppströms in blir den ackumulerade arean 90,29 kvadratkilometer. Mösupbäcken som avvattnar avrinningsområdet har biflödesordning 4, vilket innebär att vattnet flödar genom totalt 4 vattendrag innan det når havet efter 201 kilometer. Avrinningsområdet består mestadels av skog (87 procent). Avrinningsområdet har 0,7 kvadratkilometer vattenytor vilket ger det en sjöprocent på 6,6 procent.